# Ramón Zubieta y Les
Ramón Zubieta Les (1864-1921) fue un fraile dominico misionero español de origen navarro. Se encontraba destinado en Filipinas cuando en 1901 la Santa Sede lo nombró Prefecto Apostólico de la recién creada Prefectura Apostólica de Santo Domingo del Urubamba, en la región suroriental de la Amazonía peruana. En febrero de 1902 llega a Perú a tomar posesión de su Prefectura junto con otros dos compañeros. En 1913 es elevado al episcopado como Vicario Apostólico del recién creado Vicariato Apostólico del Urubamba y Madre de Dios, en la actualidad Vicariato Apostólico de Puerto Maldonado. Falleció a los 57 años de una afección gripal en la ciudad peruana de Huacho. En el momento de su muerte, la Prefectura convertida en Vicariato, contaba con 8 presencias, 21 misioneros y había sido cofundador de la Congregación de las Misioneras Dominicas del Rosario, que se encontraba en plena expansión.

## Biografía
Nació en Arguedas (Navarra, España) el 31 de agosto de 1864. Ingresó en 1881 en el noviciado del convento de Ocaña (Toledo) de los dominicos de la Provincia del Santísimo Rosario de Filipinas; y, tras concluir sus estudios eclesiásticos en el convento de Ávila, es enviado a Manila en 1888. Después de su ordenación como sacerdote, en 1891, comienza su trabajo de misionero en diversos lugares de Filipinas (Solano, Diadi y, sobre todo, en la misión de San Antonino de Mogogao ─desde 1893 San Antonino de O´Dena─, al norte de la isla de Luzón, entre los nativos kalingas [cazadores de cabezas], una de las parcialidades de los Igorrotes). En septiembre de 1898, como consecuencia de la guerra de la independencia filipina de España, es hecho prisionero por los revolucionarios katipuneros, permaneciendo en diferentes centros de reclusión hasta su liberación en los últimos días de diciembre de 1899.

### Prefecto Apostólico de Santo Domingo del Urubamba
En los primeros días del mes de febrero de 1901 es informado que ha sido elegido para establecer las misiones entre las poblaciones nativas de la recién creada Prefectura Apostólica de Santo Domingo del Urubamba (el 5 de febrero de 1900), en una remota región de selva en el suroriente de Perú. Tras un breve paso por España, y en compañía de dos compañeros de misión, llega a Perú a finales de febrero de 1902 para hacerse cargo del territorio misional. El panorama que encuentra es desolador. La Prefectura encomendada era: “la más inculta y salvaje; carece de vías de comunicación… la red fluvial es también un enigma… no hay una sola población…de gente civilizada… no se habían establecido de manera organizada ni las autoridades ni el gobierno”. Se calculaba que la extensión territorial de la Prefectura rondaba los 130 000 km² y la población, en su inmensa mayoría conformada por diferentes etnias amazónicas, oscilando entre 25.000 y 30.000 habitantes, y por toda suerte de aventureros, comerciantes y explotadores dominados por la fiebre del caucho.
No pierden el tiempo. A las pocas semanas de su llegada fundan los dos primeros establecimientos misioneros: Santo Domingo de Chirumbia, en la cuenca del río Urubamba, entre los nativos Machiguengas, y Asunción del Kosñipata, en el valle de Paucartambo, en la cuenca del río Alto Madre de Dios, en el intento de contactar y establecerse entre los Huachipaeri (una parcialidad de la etnia Arakmbut). Nada más puede hacer por entonces, dada la falta de medios y de recursos humanos.